# Minisztertanács (Olaszország)

A Minisztertanács elnökségének logója

A Minisztertanács (olaszul Consiglio dei Ministri, vagy rövidítve CdM) Olaszország kormányzatának legfőbb végrehajtó testülete. A Minisztertanács elnökéből (azaz a miniszterelnökből), a miniszterekből és az elnök titkárából áll. A miniszterhelyettesek (olaszul viceministri) és államtitkárok (sottosegretari) részei a kormánynak de nem tagjai a Minisztertanácsnak.

## Története
A Minisztertanács története a Szárd Királyság 1848-as Albert-alkotmányig (Statuto albertino) vezethető vissza, amely a későbbi Olasz Királyság alkotmányának az alapjává vált. Ez még csak minisztériumok élén álló minisztereket említett, az együttes üléseiket nem. Ebből fejlődött ki a Minisztertanács, illetve az elnök hivatalának kiemelt pozíciója a szervezésben, mint alkotmányos konvenciók.
A Minisztertanácsról jelenleg az olasz alkmotmány 92. cikkelyével kezdődő szövegrész rendelkezik. illetve az 1988. augusztus 23-án elfogadott 400. törvény.

## Szervezete
A Minisztertanács áll
- a miniszterelnökből, aki a testület elnöke, és akit a köztársasági elnök nevez ki konzultációk után, majd döntését a parlamentje erősíti meg;
- és a miniszterekből, akiket a miniszterelnök kérésére szintén a köztársasági elnök nevez ki.

A Minisztertanács jogai a köztársasági elnök kezében nyugszanak, míg a miniszterek elfoglalják hivatalukat.
A speciális státusszal rendelkező öt régió elnökeinek joga van részt venni a Minisztertanács ülésén, amennyiben az olyan ügyet tárgyal, amely az adott régiót érinti. (De nincs ilyen joguk az olyan ügyekben, amelyek általában érintik a régiók összességét.)  A régiók nem ugyanolyan rangóak ebben az esetben. Szardínia, Friuli-Venezia Giulia, Valle d’Aosta és Trentino-Alto Adige elnökei csak konzultatív szavazattal rendelkeznek Szicília elnöke azonban teljes jogú szavazattal és miniszteri rangban vehet részt.
Hivataluk elfoglalása előtt a miniszterelnöknek és a minisztereknek hivatali esküt kell tenniük, a 400/1988-as törvény 1.3 cikkelyében megfogalmazott formula szerint, amely az alkotmány 54. cikkelyén alapszik.

## Fordítás
Ez a szócikk részben vagy egészben  a   Council of Ministers (Italy) című angol Wikipédia-szócikk ezen változatának fordításán alapul.  Az eredeti cikk szerkesztőit annak laptörténete sorolja fel. Ez a jelzés csupán a megfogalmazás eredetét és a szerzői jogokat jelzi, nem szolgál a cikkben szereplő információk forrásmegjelöléseként.